# Spermophorides anophthalma
Spermophorides anophthalma là một loài nhện trong họ Pholcidae. Loài này có ở quần đảo Canaria.